# Aragoney da Silva Santos
Aragoney da Silva Santos (7 de marzo de 1987) es un exfutbolista brasileño que se desempeñaba como centrocampista.

## Trayectoria

### Clubes
| Club                 | País     | Año         |
| -------------------- | -------- | ----------- |
| Corinthians Alagoano | Brasil   | 2005        |
| Kawasaki Frontale    | Japón    | 2005        |
| Avaí                 | Brasil   | 2006        |
| Iraty                | Brasil   | 2007        |
| São José             | Brasil   | 2008        |
| Gama                 | Brasil   | 2008        |
| São José             | Brasil   | 2009        |
| CRB                  | Brasil   | 2009        |
| Portimonense         | Portugal | 2009 - 2011 |
| Ulisses Ereván FC    | Armenia  | 2011 - 2012 |
| ASA                  | Japón    | 2013        |
| Guarany              | Brasil   | 2013        |